# 埼玉県立大宮武蔵野高等学校
埼玉県立大宮武蔵野高等学校（さいたまけんりつおおみやむさしのこうとうがっこう）は、さいたま市西区西遊馬にある県立の高等学校である。

## 概要
生徒数は男子200人超、女子500人超で女子生徒が多い。
2年から文系・理系に分かれる。
同じ校舎内に埼玉県立大宮北特別支援学校さいたま西分校が設置されているが、校舎の一部を共有しているだけで授業や行事などは別に行っている。体育祭や文化祭は合同で行っている。

## 沿革
- 1976年（昭和51年） - 埼玉県立大宮武蔵野高等学校が開校。
- 2007年（平成19年） - 経済産業省資源エネルギー庁エネルギー教育実践校に指定される
- 2008年（平成20年） - 埼玉県立大宮北養護学校さいたま西分校を校舎内空き教室に設置

## 校歌
- 作詞：山崎馨
- 作曲：秋山紀夫

1977年（昭和51年）2月17日制定

## 施設
校舎のあるグラウンドはサッカーコート1面分くらいしかないため、校舎から徒歩約5分の場所に第2グラウンド（野球専用グラウンド）がある。2009年3月に堤防工事の関係で、野球専用グラウンドが現在地に移設となり改修された。場所は「さいたま市西区西遊馬2337」で、隣りには埼玉栄高校のグラウンドがある。公立高校では珍しく外野は天然芝となっていて、グランド横のスペースにブルペンが新設され、ここにも天然芝が張ってある。6名同時に投球練習ができるようになっている。そのとなりにはサブグラウンドがありここでもティーバッティングやノックができるようなスペースがある。

## 制服
男子は濃紺のブレザーに灰色のスラックス、ストライプ柄のネクタイ。女子は男子と同色の濃紺のブレザーに、チェック柄のスカートで、リボンを着用する。女子はスカート以外にスラックスも着用可能となっている。

## クラブ
- 運動部

野球部、卓球部、サッカー部、チアダンス部、男子バスケット部、女子バスケット部、女子バレーボール部、男子テニス部、女子ソフトテニス部、バドミントン部、ソフトボール部、陸上部、剣道部、柔道部、空手部、弓道部
- 文化部

文芸部、吹奏楽部、美術部、華道部、軽音楽部、家庭科部、書道部、漫画研究部、インターアクト、茶道部、演劇部、自然科学部

## 進路
大学進学よりも専門学校進学や就職する生徒が多い。2014年度の合格者が多い大学順に駿河台大学4名、尚美学園大学3名となっており、ほかの大学の合格者は数名程度となっている。

## アクセス
- JR川越線指扇駅より徒歩13分。

## 著名な卒業生
- 鈴木慎吾 - 元サッカー選手
- 佐藤達也 - 元プロ野球選手
- 塩越柚歩 - サッカー選手（三菱重工浦和レッズレディース）
- 茂木力也 - サッカー選手（大宮アルディージャ）
- 中塩大貴 - サッカー選手（ザスパクサツ群馬）
- 遠藤凌 - サッカー選手（アルビレックス新潟）
- 小嶋陽菜 - タレント（元AKB48）
- 島崎遥香 - タレント（元AKB48）
- 本望あやか - Tik Toker
- 残間昭彦-エッセイスト